# توماس بيرد
توماس بيرد (1817 - ) (بالإنجليزية: Thomas Beard)‏ هو لاعب كريكت بريطاني.